# Mill
Mill (esperanto: "milo") je bila valuta mikronacije Republike Ružina otoka.
Rabljena je bila samo kao obračunska jedinica na poštanskim markama.
Nije poznato je li postojalo kakvo stvarno izdanje te valute, odnosno ne zna je li se kovalo ikakvih kovanica ili tiskalo ikakvih novčanica.

## Vanjske poveznice
- Republic of Rose Island  Arhivirana inačica izvorne stranice od 9. ožujka 2014. (Wayback Machine), Lomwiki, the micronation encyclopaedia